# Horseshoe Bend (Arizona)

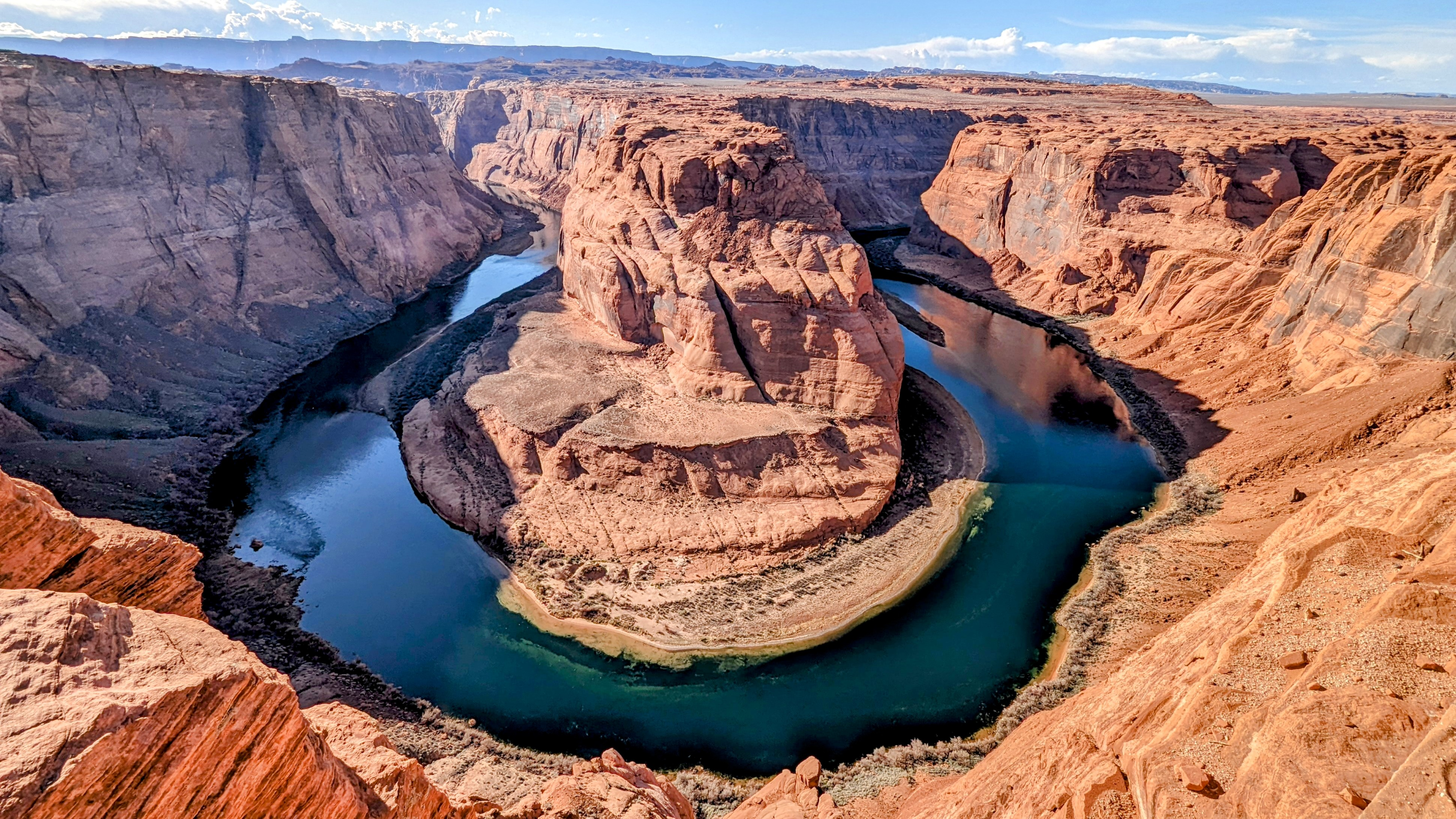
Horseshoe Bend, in una foto scattata nel 2023

L'Horseshoe Bend è un meandro del fiume Colorado, è situato a pochi chilometri da Page, in Arizona a circa 8 km a valle della diga di Glen Canyon e del lago Powell, all'interno della Glen Canyon National Recreation Area. Viene anche chiamato "margine orientale del Grand Canyon."

## Geografia
L'Horseshoe bend è profondo circa 300 metri, a forma di U ed è possibile ammirarlo dall'alto dei ripidi pendii dopo una breve camminata su un sentiero che parte dalla U.S. Route 89. Vista la sua peculiare forma, prende il nome dal ferro di cavallo (horseshoe). L'area a sud dell'area di parcheggio, del percorso e del punto panoramico si trova nel territorio della Riserva Navajo. Il punto panoramico si trova a 1 300 metri sul livello del mare, e il fiume Colorado si trova circa 300 metri al di sotto, a 1 000 metri sopra il livello del mare.

## Geologia

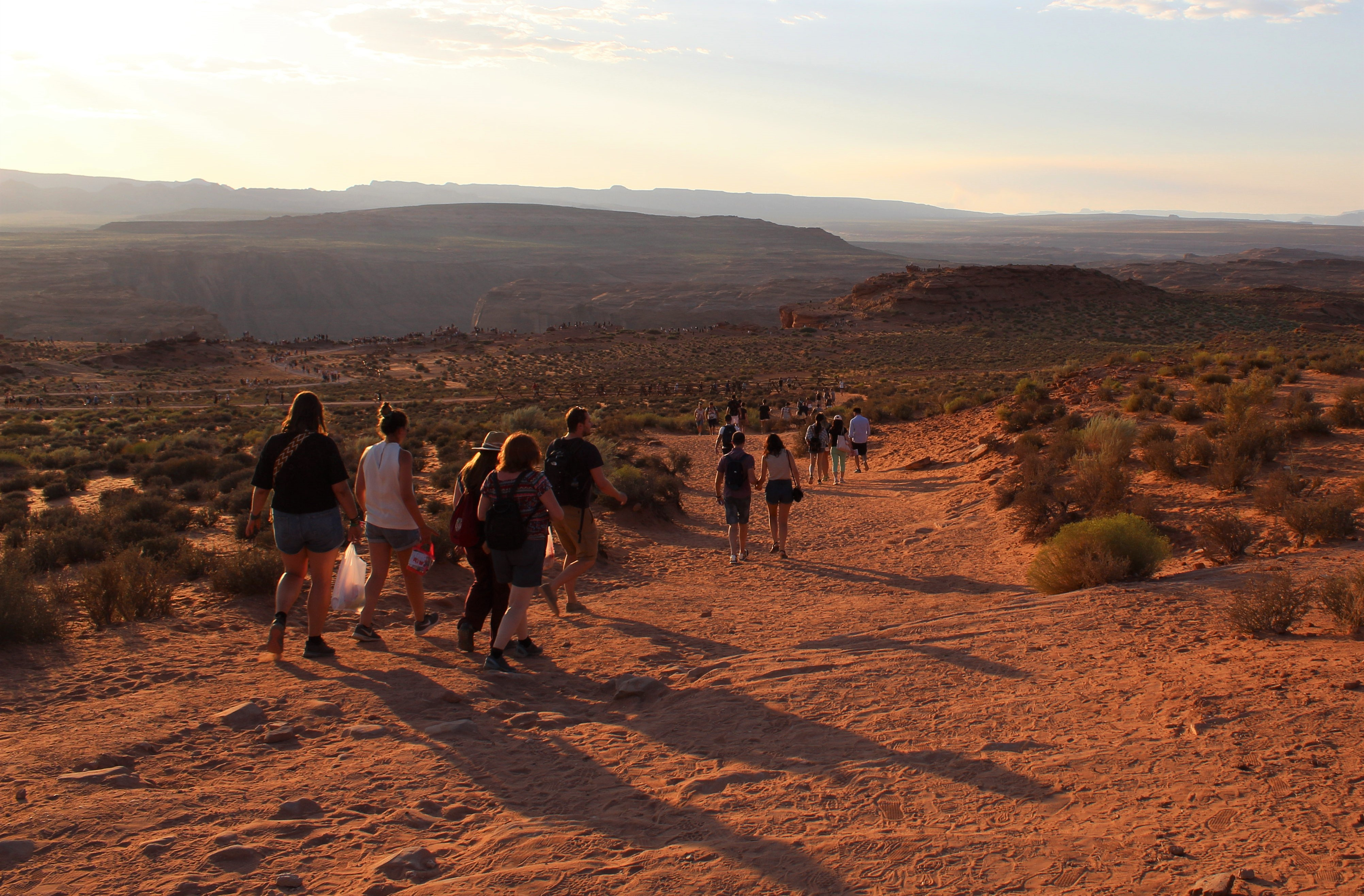
Horseshoe Bend è molto frequentata subito prima del tramonto

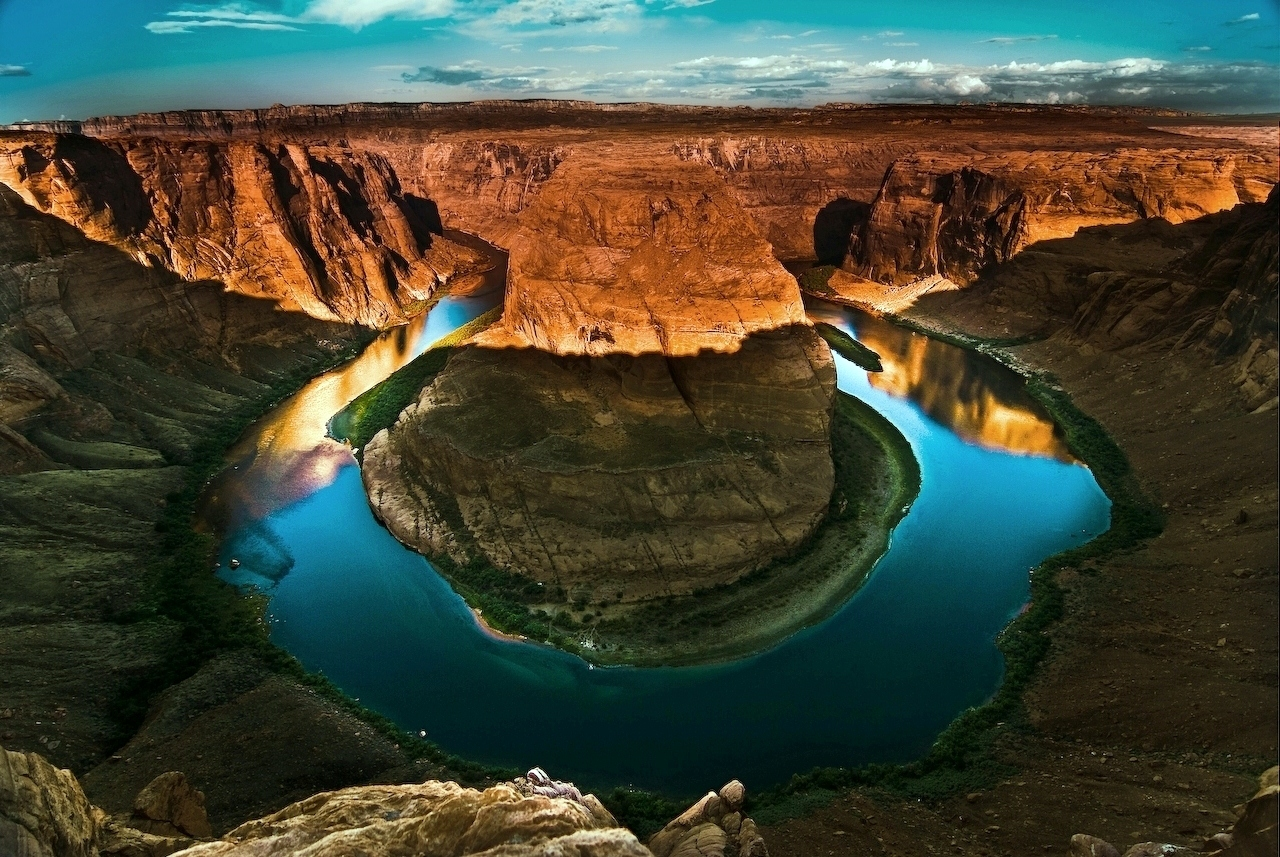
Horseshoe Bend all'alba

Horseshoe Bend è un magnifico esempio di meandro; sei milioni di anni fa la regione intorno a Horseshoe Bend era molto più vicina al livello del mare, e il fiume Colorado era un fiume serpeggiante con una pianura alluvionale quasi pianeggiante. Tra sei e cinque milioni di anni fa, la regione iniziò ad innalzarsi, e questo intrappolò il fiume Colorado nel suo letto; il fiume tagliò rapidamente verso il basso, producendo l'insenatura come la vediamo oggi.
La causa dell'innalzamento è ancora materia di ricerca: una ipotesi è che sia stata determinata dalla delaminazione, in cui uno strato più basso della placca tettonica nord americana situata sotto l'altopiano del Colorado si staccò e finì sotto il mantello terrestre sottostante. Questo avrebbe permesso alla roccia più calda dell'astenosfera, la parte del mantello terrestre che si trova sotto le placche tettoniche, di innalzarsi e sollevare la crosta soprastante. Un'altra possibilità è che l'innalzamento sia stato il risultato del riscaldamento alla base della crosta. Questo avrebbe trasformato le rocce della crosta inferiore da eclogiti, una roccia relativamente densa (3,6 g/cm³) in granulite granato, che è molto meno denso (2,9 g/cm³), producendo le forze necessarie per sollevare la regione.

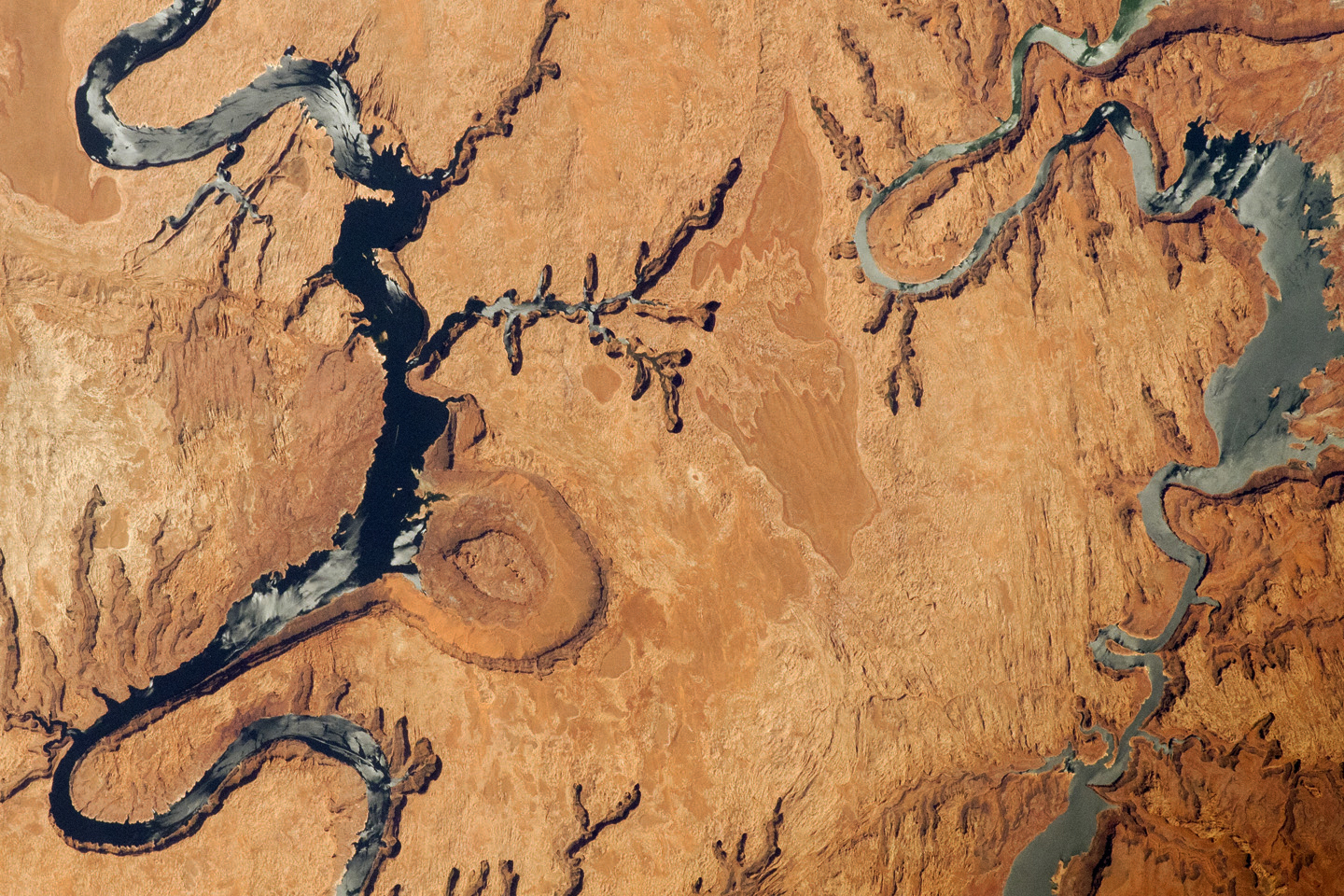
Il Rincon, meandro tagliato e abbandonato del Lago Powell nello Utah meridionale.

Quale che sia stata la causa dell'innalzamento, portò all'erosione di circa un miglio di sedimenti soprastanti dal Grand Canyon orientale. Questo espose l'arenaria Navajo , la roccia in superficie che si trova lungo l'area della Horseshoe Bend, che forma anche l'intera parete del canyon presso l'insenatura. Questa arenaria è notevole per le sue stratificazioni incrociate e le concrezioni di ferro. È probabile che il fiume Colorado alla fine taglierà l'insenatura, producendo un arco naturale come quelli che si trovano al Natural Bridges National Monument in Utah. Il fiume abbandonerà quindi Horseshoe Bend, lasciando il meandro abbandonato come il Rincon, che si trova a nord lungo il fiume Colorado in Utah.